# Juhani Aho
Juhani Aho właśc. Johan Brofeld (ur. 11 września 1861 w Lapinlahti, zm. 8 sierpnia 1921 w Helsinkach) – fiński pisarz i dziennikarz.
Był czołowym przedstawicielem nurtu realistycznego i naturalistycznego w literaturze fińskiej przełomu XIX i XX wieku. Największy rozgłos przyniosły mu powieści psychologiczne Papin tytär (1885) oraz Do Helsingforsu (1889). Tematykę historyczno-patriotyczną podjął w powieściach Panu (1887) i Kevät ja takatalvi (1906). Był też twórcą opowiadań i nowel.